# Firefox Lockwise
Firefox Lockwise – menedżer haseł dla przeglądarki internetowej Firefox, a także mobilnych systemów operacyjnych iOS i Android. Na komputerach stacjonarnych Lockwise jest częścią Firefoxa, natomiast na iOS i Android jest dostępny jako samodzielna aplikacja.
Jeśli Firefox Sync jest włączony (za pomocą konta Firefox), Lockwise synchronizuje hasła między instancjami Firefoksa na różnych urządzeniach. Posiada również wbudowany generator haseł.

## Historia
Opracowany przez Mozillę, pierwotnie nosił nazwę Firefox Lockbox w 2018 roku. W maju 2019 zmieniono jego nazwę na „Lockwise”. Został wydany na iOS 10 lipca 2018 roku w ramach programu Test Pilot. 26 marca 2019 został wydany na Androida.
Na komputerze, Lockwise zaczynał jako dodatek do przeglądarki. Jego wersje Alpha były wydane między marcem a sierpniem 2019 r. Lockwise został wbudowany do Firefox od 70 wersji tej przeglądarki (dostępny jest pod adresem "about:logins"), zastąpił wcześniej dostępny, prosty menedżer haseł, wyświetlany w wyskakującym okienku.